# Deschide ochii!
Abre los ojos (1997, română: Deschide ochii!) este un film spaniol regizat de Alejandro Amenábar după un scenariu scris de el împreună cu Mateo Gil. În rolurile principale interpretează actorii Eduardo Noriega, Penélope Cruz, Fele Martínez și Najwa Nimri. În 2002, Deschide ochii! a fost pe locul #84 în Top 100 Sci-Fi List a asociației profesioniste de critici de film Online Film Critics Society.

## Povestea
Din celula unei închisori din Madrid, César (Eduardo Noriega), un tânăr de 25 de ani cu o mască-proteză pe față, spune povestea sa psihiatrului Antonio (Chete Lera). Flashbackuri dezvăluie câteva evenimente anterioare: arătosul și bogatul César este atras de o femeie. La petrecerea zilei sale de naștere, el flirtează cu Sofía (Penélope Cruz), recenta iubită a celui mai bun prieten al său Pelayo (Fele Martínez). Mai târziu, după ce Pelayo se îmbată și se duce singur acasă, César o conduce pe Sofía acasă unde rămâne peste noapte, dar nu se culcă împreună. Dimineața următoare, fosta iubită obsesivă a lui César, Nuria (Najwa Nimri), apare în fața acestuia când iese din blocul unde stătea Sofia și-l ia cu ea cu mașina pentru a face sex în apartamentul ei. Pe drum, din gelozie, Nuria provoacă intenționat un accident de mașină, sinucigându-se. César scapă cu viață dar este oribil desfigurat, având nevoie de mai multe intervenții chirurgicale. Sofía nu poate dori să-l vadă în așa hal, astfel încât ea se întoarce la Pelayo.
După desfigurarea lui César, începe să aibă o serie de experimente ciudate. Beat, César adoarme pe stradă după ce iese dintr-o discotecă. Când se trezește, totul pare să se fi schimbat: Sofía pretinde acum că-l iubește și operațiile au reușit în refacerea feței sale. Dar în timp ce face dragoste cu Sofía într-o noapte în apartamentul lui, ea pare a se schimba în Nuria. Îngrozit, César o lovește și o leagă de pat, face reclamație la poliție, mai târziu îi astupă fața cu o pernă; totuși toată lumea crede că Nuria este într-adevăr acea femeie, toți zicându-i Sofía.
În timp ce se află la închisoare, fragmente din trecutul său revin ca un vis. Își dă seama că la scurt timp după desfigurarea feței sale în accident a luat legătura cu Life Extension. Aceasta este o companie specializată în criogenie, care se ocupă cu prelungirea vieții celor declarați legal morți: aceștia erau înghețați și menținuți așa până când medicina viitorului ar fi în stare să-i vindece. Compania oferă și servicii diferite, cum ar fi o viață ca un vis într-o realitate virtuală, ca o alternativă la viața într-un viitor în care cel înviat nu s-ar putea adapta. Sub supravegherea poliției, César și psihiatrul său se duc la sediul companiei, unde descoperă că a semnat un contract cu Life Extension pentru prelungirea vieții ca un vis într-o realitate virtuală. În viața reală, după ce a dormit beat pe trotuar, a semnat contractul și apoi s-a sinucis. Compania l-a introdus în starea de suspensie criogenică și lui i s-a părut că viața a mers mai departe normal, trezindu-se la câteva sute de ani în viitor pe trotuar fără a mai ști nimic din ceea ce s-a întâmplat înainte de a adormi. Totuși Life Extension a încurcat ceva și Sofía a fost înlocuită de Nuria. César se sinucide din nou pentru a ieși din realitatea virtuală în care se afla. Filmul se termină cu o voce care îi spune lui  César să deschidă ochii.

## Actori
- Eduardo Noriega este César
- Fele Martínez este Pelayo
- Penélope Cruz este Sofia
- Najwa Nimri este Nuria
- Chete Lera este Antonio

## Coloana sonoră
- Vol. #1

1. "Glamour" - Amphetamine Discharge (6:03)
2. "Risingson" - Massive Attack (5:29)
3. "El detonador EMX-3" - Chucho (5:17)
4. "How do" - Sneaker Pimps (5:04)
5. "Sick of you" - Onion (4:28)
6. "T-sebo" - Side Effects (5:44)
7. "Flying away" - Smoke City (3:50)
8. "Arrecife" - Los Coronas (3:11)
9. "Yo mismo" - If (3:37)
10. "Tremble (goes the night)" - The Walkabouts (5:02)
11. "El detonador remix" – Chucho / Side Effects (5:01)

- Vol. #2 (Instrumental)

1. "Abre los ojos" (2:28)
2. "Sofía" (1:12)
3. "Soñar es una mierda" (1:04)
4. "La operación" (1:33)
5. "¿Dónde está Sofía?" (0:54)
6. "El parque" (3:08)
7. "Hipnosis" (2:20)
8. "Quítate la careta" (2:56)
9. "Eres mi mejor amigo" (2:41)
10. "La única explicación" (2:05)
11. "Quiero verte" (6:38)
12. "Esa sonrisa" (0:53)
13. "Deja vu" (1:51)
14. "Excarcelación" (4:28)
15. "La vida" (1:46)
16. "La azotea" (5:21)
17. "Créditos finales" (3:31)

## Adaptări
Filmul a fost refăcut de regizorul Cameron Crowe în Vanilla Sky (2001), cu Tom Cruise în rolul principal (redenumit David Aames), Penélope Cruz reinterpretează rolul Sofia, Cameron Diaz ca fata care-l desfigurează pe David (redenumită Julianna Gianni), Jason Lee ca cel mai bun prieten (redenumit Brian Shelby), și Kurt Russell ca psihiatrul (redenumit Curtis McCabe). Filmul de asemenea schimbă locul acțiunii din Madrid la New York. Filmul urmărește povestea originală cu mici schimbări la sfârșit.  